# Édouard Charton

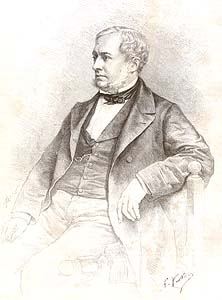
Édouard Charton.

Édouard Thomas Charton, född den 11 maj 1807 i Sens, död den 27 februari 1890 i Versailles, var en fransk tidskriftsutgivare och skriftställare.
Charton blev vid 20 års ålder advokat i Paris, redigerade från 1829 några allmännyttiga periodiska skrifter och uppsatte 1833 den illustrerade veckoskriften "Magasin pittoresque", som i 56 år förblev under hans ledning och var det första franska pressorgan, som gjorde träsnittet tillgängligt i vida kretsar. Jämte andra personer uppsatte Charton 1843 den välkända veckotidningen "L’illustration". 
Efter 1848 års revolution kallades han av Hippolyte Carnot till generalsekreterare i undervisningsministeriet samt valdes till en av departementet Yonnes representanter i konstituerande nationalförsamlingen och blev 1849 medlem av "conseil d’état". Han protesterade mot statskuppen av den 2 december 1852 och höll sig under hela det andra kejsardömet borta från det politiska livet, men insattes av sin förra valkrets 1871 åter i nationalförsamlingen, där han slöt sig till republikanerna, och valdes 1878 till senator. 
Charton blev 1876 "fri" ledamot av franska institutet. Han redigerade från början (1860) det ansedda samlingsverket av illustrerade resor "Le tour du monde" och dessutom "Bibliothèques des merveilles". Själv sammanskrev han bland annat det av franska akademien prisbelönta arbetet Les voyageurs anciens et modernes (4 band, 1854-57) och med Bordier Histoire de France et cetera (2 band, 1859-60; 2:a upplagan 1862).